# Persone di cognome Colombo
| Questa pagina contiene informazioni ricavate automaticamente dalle voci biografiche con l'ausilio del template Bio e di un bot. L'aggiornamento è periodico e automatico e ricostruisce completamente la pagina. Se manca una persona in questa lista, sei pregato di non aggiungerla, ma accertati piuttosto che la sua voce biografica contenga il template Bio e che i dati anagrafici siano correttamente compilati. Se il template Bio manca, inseriscilo tu stesso o, in alternativa, metti l'avviso {{tmp\|Bio}} che ne segnala la mancanza. Se i dati riportati sono sbagliati, correggi direttamente la voce biografica; le modifiche saranno visibili in questa lista entro pochi giorni. Per chiarimenti vedi il progetto antroponimi. La lista contiene solo le 157 persone che sono citate nell'enciclopedia e per le quali è stato implementato correttamente il template Bio. Pagina aggiornata al 7 giu 2025. |

Questa è una lista di persone presenti nell'enciclopedia che hanno il cognome Colombo, suddivise per attività principale.

## Allenatori di calcio(6)
- Alberto Colombo, allenatore di calcio e ex calciatore italiano (Cesana Brianza, n. 1974)
- Angelo Colombo, allenatore di calcio e ex calciatore italiano (Mezzago, n. 1961)
- Antonio Colombo, allenatore di calcio e ex calciatore italiano (Mezzago, n. 1947)
- Danilo Colombo, allenatore di calcio e calciatore italiano (Turbigo, n. 1935 - Turbigo, † 2003)
- Riccardo Colombo, allenatore di calcio e ex calciatore italiano (Tradate, n. 1982)
- Vinicio Colombo, allenatore di calcio e calciatore italiano (Legnano, n. 1904 - Castellanza, † 1956)

## Anatomisti(1)
- Realdo Colombo, anatomista e scienziato italiano (Cremona, n. 1516 - Roma, † 1559)

## Annunciatrici televisive(1)
- Fulvia Colombo, annunciatrice televisiva e conduttrice televisiva italiana (Milano, n. 1926 - Suno, † 2005)

## Arbitri di calcio(1)
- Andrea Colombo, arbitro di calcio italiano (Como, n. 1990)

## Architetti(3)
- Carlo Colombo, architetto e designer italiano (Carimate, n. 1967)
- Fausto Colombo, architetto e urbanista italiano (Milano, n. 1937 - Milano, † 2010)
- Virginio Colombo, architetto italiano (Brera, n. 1885 - Buenos Aires, † 1927)

## Archivisti(1)
- Guido Colombo, archivista italiano (Milano, n. 1859 - Milano, † 1920)

## Arcivescovi cattolici(1)
- Marcelo Daniel Colombo, arcivescovo cattolico argentino (Buenos Aires, n. 1961)

## Artigiani(1)
- Domenico Colombo, artigiano e mercante italiano (n. 1418 - Genova)

## Artisti(2)
- Carlo Maria Colombo, artista e artigiano italiano (Milano - Milano)
- Gianni Colombo, artista italiano (Milano, n. 1937 - Melzo, † 1993)

## Attori(2)
- Angelo Donato Colombo, attore italiano (Vimercate, n. 1986)
- Carlo Colombo, attore italiano (Parabiago)

## Attrici(1)
- Valentina Colombo, attrice italiana (Milano, n. 1990)

## Baritoni(1)
- Scipio Colombo, baritono italiano (Vicenza, n. 1910 - Gernsbach, † 2002)

## Biatlete(1)
- Caroline Colombo, ex biatleta francese (Pontarlier, n. 1996)

## Calciatori(33)
- Adelio Colombo, calciatore, allenatore di calcio e dirigente sportivo italiano (Abbiategrasso, n. 1939 - Chiavari, † 2024)
- Aldo Colombo, calciatore italiano (Castelletto sopra Ticino, n. 1886 - Savigliano, † 1918)
- Alfredo Colombo, calciatore italiano (Boffalora sopra Ticino, n. 1921)
- Angelo Colombo, calciatore italiano (Gattinara, n. 1935 - Vercelli, † 2014)
- Angelo Colombo, ex calciatore italiano (Mezzago, n. 1942)
- Angelo Colombo, calciatore italiano (Legnano, n. 1899 - † 1940)
- Antonio Colombo, ex calciatore italiano (Milano, n. 1938)
- Attilio Colombo, calciatore italiano (Milano, n. 1887 - Milano, † 1961)
- Bartolomé Colombo, calciatore argentino (n. 1916 - † 1989)
- Bruno Colombo, calciatore italiano (Milano, n. 1909)
- Carlo Colombo, calciatore italiano
- Charlie Colombo, calciatore statunitense (Saint Louis, n. 1920 - Saint Louis, † 1986)
- Corrado Colombo, ex calciatore italiano (Vimercate, n. 1979)
- Edoardo Colombo, calciatore italiano (Milano, n. 1899 - Dolcè, † 1920)
- Edoardo Colombo, calciatore sammarinese (Ravenna, n. 2001)
- Enrico Colombo, calciatore italiano
- Franco Colombo, calciatore italiano (Legnano, n. 1917)
- Gaetano Colombo, calciatore italiano (Varese, n. 1907)
- Giovanni Colombo, calciatore italiano (Milano, n. 1905)
- Giovanni Colombo, ex calciatore italiano (Tavernola, n. 1931)
- Gianni Colombo, ex calciatore italiano (Verrua Savoia, n. 1944)
- Giuseppe Colombo, ex calciatore italiano (Dormelletto, n. 1966)
- Guerriero Colombo, calciatore italiano (Salonicco, n. 1880)
- Guglielmo Colombo, calciatore italiano
- Innocente Colombo, calciatore italiano (Milano, n. 1895 - Milano, † 1963)
- Julio Colombo, ex calciatore francese (Saint-Claude, n. 1984)
- Lorenzo Colombo, calciatore italiano (Vimercate, n. 2002)
- Luigi Colombo, calciatore italiano
- Mario Colombo, ex calciatore italiano (Busto Arsizio, n. 1934)
- Nazareno Colombo, calciatore argentino (Quilmes, n. 1999)
- Paolo Colombo, calciatore italiano
- Rodrigo Colombo, calciatore argentino (San Marcos Sud, n. 1992)
- Umberto Colombo, calciatore italiano (Como, n. 1933 - Bergamo, † 2021)

## Calciatrici(1)
- Sofia Colombo, calciatrice italiana (Bergamo, n. 2001)

## Canottiere(1)
- Giada Colombo, canottiera italiana (Vaprio d'Adda, n. 1992)

## Cantanti(2)
- Giordano Colombo, cantante italiano (Milano, n. 1943)
- Nella Colombo, cantante e attrice italiana (Cusano Milanino, n. 1927 - Torino, † 1999)

## Cantautori(1)
- Tony Colombo, cantautore italiano (Palermo, n. 1986)

## Cantautrici(1)
- Lu Colombo, cantautrice italiana (Milano, n. 1952)

## Cardinali(1)
- Giovanni Colombo, cardinale e arcivescovo cattolico italiano (Caronno Milanese, n. 1902 - Milano, † 1992)

## Cestisti(2)
- Edoardo Colombo, cestista e allenatore di pallacanestro italiano (Varese, n. 1942 - Como, † 2021)
- Fabio Colombo, ex cestista e allenatore di pallacanestro italiano (Cassano Magnago, n. 1960)

## Chimici(1)
- Umberto Colombo, chimico, dirigente d'azienda e politico italiano (Livorno, n. 1927 - Roma, † 2006)

## Ciclisti su strada(4)
- Ambrogio Colombo, ex ciclista su strada italiano (San Vittore Olona, n. 1940)
- Gabriele Colombo, ex ciclista su strada italiano (Varese, n. 1972)
- Luca Colombo, ex ciclista su strada italiano (Cantù, n. 1969)
- Ugo Colombo, ciclista su strada italiano (San Giorgio su Legnano, n. 1940 - Pontremoli, † 2019)

## Danzatrici(1)
- Vera Colombo, ballerina italiana (Milano, n. 1931 - Milano, † 1999)

## Designer(1)
- Joe Colombo, designer e architetto italiano (Milano, n. 1930 - Milano, † 1971)

## Dirigenti d'azienda(1)
- Paolo Andrea Colombo, dirigente d'azienda italiano (Milano, n. 1960)

## Dirigenti sportivi(1)
- Roberto Colombo, dirigente sportivo e ex calciatore italiano (Monza, n. 1975)

## Doppiatori(1)
- Ambrogio Colombo, doppiatore e attore italiano (Milano, n. 1952)

## Drammaturghi(1)
- Corrado Colombo, commediografo italiano (Milano, n. 1861 - Milano, † 1933)

## Filosofi(1)
- Giuseppe Colombo, filosofo italiano (Milano, n. 1950)

## Fisici(1)
- Giovanni Alberto Colombo, fisico, astronomo e filosofo italiano (Venezia - Padova, † 1777)

## Fotografi(2)
- Cesare Colombo, fotografo italiano (Lecco, n. 1935 - Milano, † 2016)
- Lanfranco Colombo, fotografo e gallerista italiano (Milano, n. 1924 - Genova, † 2015)

## Fumettisti(1)
- Maurizio Colombo, fumettista italiano (Busto Arsizio, n. 1960)

## Ginnaste(1)
- Ilaria Colombo, ex ginnasta italiana (Desio, n. 1986)

## Giocatori di biliardo(1)
- Giorgio Colombo, giocatore di biliardo italiano (Rho, n. 1949)

## Giocatori di football americano(1)
- Marc Colombo, ex giocatore di football americano statunitense (Bridgewater, n. 1978)

## Giornaliste(1)
- Daria Colombo, giornalista e scrittrice italiana (Verona, n. 1955)

## Giornalisti(6)
- Andrea Colombo, giornalista e scrittore italiano (Roma, n. 1954)
- Diego Colombo, giornalista italiano (Biassono, n. 1957)
- Emilio Colombo, giornalista, calciatore e arbitro di calcio italiano (Saronno, n. 1884 - Milano, † 1947)
- Franco Colombo, giornalista e dirigente pubblico italiano (Napoli, n. 1931 - Roma, † 2002)
- Luigi Colombo, giornalista e conduttore televisivo italiano (Cesano Maderno, n. 1947)
- Furio Colombo, giornalista, scrittore e politico italiano (Châtillon, n. 1931 - Roma, † 2025)

## Imprenditori(3)
- Ettore Colombo, imprenditore italiano (Rovato, n. 1891 - Limone sul Garda, † 1953)
- Felice Colombo, imprenditore e dirigente sportivo italiano (Bellusco, n. 1937)
- Giovanni Colombo, imprenditore e dirigente sportivo italiano (Milano, n. 1937 - Londra, † 1993)

## Ingegneri(3)
- Ambrogio Colombo, ingegnere e aviatore italiano (Lombardia, n. 1900 - Castiglione del Lago, † 1939)
- Gilberto Colombo, ingegnere, imprenditore e progettista italiano (Milano, n. 1921 - Milano, † 1988)
- Giuseppe Colombo, ingegnere, imprenditore e politico italiano (Milano, n. 1836 - Milano, † 1921)

## Mafiosi(1)
- Joseph Colombo, mafioso statunitense (New York, n. 1923 - Newburgh, † 1978)

## Magistrati(1)
- Gherardo Colombo, ex magistrato, giurista e saggista italiano (Briosco, n. 1946)

## Matematiche(1)
- Maria Colombo, matematica italiana (Luino, n. 1989)

## Matematici(2)
- Bonaparte Colombo, matematico italiano (Torino, n. 1902 - Torino, † 1989)
- Giuseppe Colombo, matematico, fisico e ingegnere italiano (Padova, n. 1920 - Padova, † 1984)

## Medici(1)
- Carlo Colombo, medico e educatore italiano (Oleggio, n. 1869 - Roma, † 1918)

## Militari(2)
- Cesare Colombo, militare italiano (Milano, n. 1889 - Monfalcone, † 1916)
- Francesco Colombo, militare e poliziotto italiano (Milano, n. 1899 - Lenno, † 1945)

## Montatrici(1)
- Carla Colombo, montatrice italiana (n. 1931 - Monza, † 2023)

## Mountain biker(1)
- Filippo Colombo, mountain biker e ciclista su strada svizzero (Gussago, n. 1997)

## Naturalisti(1)
- Marco Colombo, naturalista e fotografo italiano (Busto Arsizio, n. 1988)

## Navigatori(3)
- Bartolomeo Colombo, navigatore italiano (Genova, n. 1460 - Santo Domingo, † 1514)
- Cristoforo Colombo, navigatore e esploratore italiano (Genova, n. 1451 - Valladolid, † 1506)
- Giacomo Colombo, navigatore italiano (Genova, n. 1468 - Siviglia, † 1515)

## Nuotatrici(1)
- Grazia Colombo, ex nuotatrice italiana (Cuggiono, n. 1964)

## Pallavoliste(2)
- Renata Colombo, pallavolista brasiliana (Birigui, n. 1981)
- Valentina Colombo, pallavolista italiana (Monza, n. 2003)

## Partigiane(1)
- Eva Colombo, partigiana italiana (Parabiago, n. 1916 - Agrate Brianza, † 2004)

## Pianisti(1)
- Massimo Colombo, pianista e compositore italiano (Milano, n. 1961)

## Piloti automobilistici(2)
- Alberto Colombo, pilota automobilistico italiano (Varedo, n. 1946 - Monza, † 2024)
- Lorenzo Colombo, pilota automobilistico italiano (Legnano, n. 2000)

## Piloti motociclistici(2)
- Mario Colombo, pilota motociclistico italiano (Marnate, n. 1902 - Gorla Minore, † 1986)
- Roberto Colombo, pilota motociclistico italiano (Casatenovo, n. 1927 - Stavelot, † 1957)

## Pistard(3)
- Jürgen Colombo, ex pistard tedesco (Zielona Góra, n. 1949)
- Luigi Colombo, pistard italiano
- Maurizio Colombo, ex pistard e ciclista su strada italiano (Cuggiono, n. 1963)

## Pittori(2)
- Augusto Colombo, pittore italiano (Milano, n. 1902 - Milano, † 1969)
- Giovanni Colombo, pittore italiano (Busnago, n. 1908 - Gaggiano, † 1972)

## Poeti(1)
- Fillìa, poeta e pittore italiano (Revello, n. 1904 - Torino, † 1936)

## Politiche(1)
- Beatriz Colombo, politica italiana (Rimini, n. 1978)

## Politici(7)
- Ambrogio Colombo, politico italiano (Magenta, n. 1935)
- Emilio Colombo, politico italiano (Potenza, n. 1920 - Roma, † 2013)
- Gino Colombo, politico, avvocato e dirigente pubblico italiano (Tradate, n. 1928 - Milano, † 1999)
- Paolo Colombo, politico italiano (Cantù, n. 1968)
- Renato Colombo, politico italiano (Adria, n. 1925 - † 1994)
- Vittorino Colombo, politico e imprenditore italiano (Albiate, n. 1925 - Milano, † 1996)
- Vittorino Colombo, politico italiano (Verona, n. 1924 - Verona, † 2014)

## Presbiteri(1)
- Giuseppe Colombo, presbitero e teologo italiano (Albiate, n. 1923 - Venegono Inferiore, † 2005)

## Produttori cinematografici(2)
- Arrigo Colombo, produttore cinematografico italiano (n. 1916 - Roma, † 1998)
- Giuseppe Colombo, produttore cinematografico e produttore televisivo italiano (Novara, n. 1948)

## Progettisti(1)
- Gioachino Colombo, progettista italiano (Legnano, n. 1903 - Milano, † 1987)

## Rabbini(1)
- Yoseph Colombo, rabbino italiano (Livorno, n. 1897 - Milano, † 1975)

## Registi(1)
- Corrado Colombo, regista italiano (Lecco, n. 1956)

## Sassofonisti(1)
- Eugenio Colombo, sassofonista, flautista e compositore italiano (Roma, n. 1953)

## Sceneggiatori(1)
- Enrico Colombo, sceneggiatore e produttore cinematografico italiano (Milano, n. 1929 - Roma, † 2012)

## Scrittori(3)
- Fernando Colombo, scrittore e geografo italiano (Cordova, n. 1488 - Siviglia, † 1539)
- Francesco Maria Colombo, scrittore, direttore d'orchestra e fotografo italiano (n. 1965)
- Massimiliano Colombo, scrittore italiano (Bergamo, n. 1966)

## Scultori(1)
- Giacomo Colombo, scultore, pittore e disegnatore italiano (Este, n. 1663 - Napoli, † 1731)

## Sociologi(1)
- Fausto Colombo, sociologo italiano (Milano, n. 1955 - Monza, † 2025)

## Statistici(1)
- Bernardo Colombo, statistico italiano (Olginate, n. 1919 - Padova, † 2012)

## Storici(2)
- Arturo Colombo, storico e giornalista italiano (Milano, n. 1934 - Milano, † 2016)
- Paolo Colombo, storico italiano (Milano, n. 1961)

## Tastieristi(1)
- Roberto Colombo, tastierista, arrangiatore e produttore discografico italiano (Milano, n. 1951)

## Tennisti(2)
- Cesare Colombo, tennista italiano (La Spezia, n. 1889 - † 1945)
- Simone Colombo, ex tennista italiano (Milano, n. 1963)

## Velocisti(2)
- Andrea Colombo, ex velocista italiano (Bollate, n. 1974)
- Umberto Colombo, velocista italiano (Brembate di Sopra, n. 1880)

## Vescovi cattolici(2)
- Carlo Colombo, vescovo cattolico e teologo italiano (Olginate, n. 1909 - Milano, † 1991)
- Pietro Salvatore Colombo, vescovo cattolico italiano (Carate Brianza, n. 1922 - Mogadiscio, † 1989)

## Senza attività specificata(1)
- Carlo Colombo, ex tiratore a segno italiano (Cerro Maggiore, n. 1960)